# Goethe dans la campagne romaine
Goethe dans la campagne romaine est un grand tableau du peintre néo-classique allemand Johann Heinrich Wilhelm Tischbein réalisé en 1787.

## Contexte
De 1786 à 1787, Goethe est en voyage en Italie. Il autorise le peintre Johann Heinrich Wilhelm Tischbein à entrer dans sa chambre d'hôtel pour faire un grand portrait de lui.

## Description
Ce tableau est conservé au musée Städel (Städelsches Kunstinstitut) de Francfort-sur-le-Main. C'est un tableau très important pour les Allemands car il symbolise Goethe et est donc un élément majeur dans la culture allemande. Il est aussi connu comme le portrait à deux pieds gauches. La technique utilisée est l'huile sur toile. Ses dimensions sont de 164 × 206 cm.

## Discussion sur les défauts anatomiques
La raison de l'étrange anatomie est l'histoire du travail : Tischbein n'a pas pu compléter le tableau commencé en 1786 avant de quitter Naples en 1799 à cause d'événements militaires. Il ne l'a pas signé non plus. Des études sur l'application de peinture ont montré que seuls la tête, le chapeau et la couche de Goethe ainsi que son pied gauche avaient été détaillés. Apparemment, un artiste amateur inconnu a ajouté les surfaces manquantes et a copié lors de la préparation du pied droit la jambe gauche peinte par Tischbein.
Ni Tischbein ni Goethe n’auraient jamais vu l’œuvre finie, car elle aurait été vendue à Naples au consul du Danemark Christian Hermann Hegelin et ne serait venue à Francfort qu’en 1887.